# Westfeld
Westfeld este o comună din landul Saxonia Inferioară, Germania.